# Carcelia brevipilosa
Carcelia brevipilosa är en tvåvingeart som beskrevs av Chao och Liang 1986. Carcelia brevipilosa ingår i släktet Carcelia och familjen parasitflugor. Inga underarter finns listade i Catalogue of Life.